# Cercyon indistinctus
Cercyon indistinctus är en skalbaggsart som beskrevs av Horn 1890. Cercyon indistinctus ingår i släktet Cercyon och familjen palpbaggar. Inga underarter finns listade i Catalogue of Life.